# Lại Thị Ngọc Nhu
Lại Thị Ngọc Nhu (chữ Hán: 賴氏玉柔, ? - ?), là Chính phi của chúa Thành Tổ Triết vương Trịnh Tùng dưới thời Lê Trung Hưng trong lịch sử Việt Nam.
Bà Lại Thị Ngọc Nhu nguyên quán ở làng Quang Lãng, huyện Tống Sơn, xứ Thanh Hoa, là con gái của Cẩn Lễ công Lại Thế Khanh, trung hưng công thần của nhà Hậu Lê. Mẹ bà là Thái phu nhân họ Hoàng, nguyên quán xã Hải Lịch huyện Lôi Dương, có nghe nói là con gái Lan quận công nhưng lấy theo họ mẹ là Hoàng. Trong gia tộc họ Lại ở Quang Lãng, có người cô ruột của ông Khanh là Lại Thị Ngọc Trân được gả làm Chính phi cho chúa Trịnh Kiểm và sinh hạ Đạt Nghĩa công Trịnh Cối (người anh ruột bị Trịnh Tùng lật đổ).Trịnh thị thế gia, đời thứ 1
Bà vào hầu Thành Tổ Triết vương Trịnh Tùng từ khi ông còn chưa lên ngôi chúa, và là người vợ đầu tiên. Bà hạ sinh cho chúa người con trai trưởng là Tín Lễ công Trịnh Túc, nhưng công tử Túc mất sớm khi mới 28 tuổi và không được kế thừa ngôi Chúa. Ngoài ra theo sách Nam triều công nghiệp diễn chí, người con thứ của chúa là Trịnh Xuân được ghi nhận là "Con của Vương phi", rất có thể cũng là do bà sinh ra.
Bà Chính phi Lại Thị Ngọc Nhu mất ngày 19 tháng 9, không rõ năm, an táng ở quê mẹ xã Hải Lịch. Ban tên thụy là Từ Huệ, linh vị thờ chung với chúa Trịnh Tùng ở nhà Kim thất thứ nhất trong Chính cung miếu của các chúa Trịnh.